# La Guàrdia-Lada
La Guàrdia-Lada es una localidad española del municipio leridano de Montoliu de Segarra, en la comunidad autónoma de Cataluña.

## Historia
A mediados del siglo XIX, la localidad, ya por entonces perteneciente a un municipio con ayuntamiento en Montoliu, contaba con una población de 95 habitantes. Aparece descrita en el noveno volumen del Diccionario geográfico-estadístico-histórico de España y sus posesiones de Ultramar de Pascual Madoz de la siguiente manera: 

GUARDIA-HELADA vulgo GUARDIOLADA: l. en la prov de Lérida (8 leg.), part. jud.de Cervera (16), aud. terr. y c. g. de Barcelona (15 1/2), dióc. de Vich (1 1/2): forma ajunt. con los pueblos de Montoliu, cab. de distr., Vilagraseta y Ametlla de Tárrega, y está sit. en el declive occidental de un cerro, combatido por los vientos del N. y E. que le dominan, de clima sano, aunque frio con esceso en la temporada de invierno. Se compone de unas 23 casas distribuidas en una sola calle sin empedrar, y todas ellas de regular construccion. La igl. parr. (la Purificación de Ntra. Sra.) se halla á pocos pasos de dist. del l., servida por un cura con el nombre de rector, y tiene por anejo la igl. de Cabestañy: el cementerio capaz y ventilado está á un estremo del pueblo contiguo á la igl. En una alturita que domina la pobl. se levanta un ant. cast. casi derruido, y á su pie una ermita (San Jaime) sin renta ninguna propia. El térm. coníina por el N. Llindás; E. Sebellá; S. Ametlla, y O. Monloliu; dentro de él existe una balsa donde se recogen las aguas en tiempo de lluvia, de la que se aprovechan los vec. para beber y demás usos domésticos. El terreno quebrado y de inferior calidad es secano y dedicado al cultivo de cereales y legumbres. Ademas de los caminos vecinales que conducen á los pueblecitos circunvecinos, hay otros que dirigen á Tárrega, Cervera y Sta. Coloma, todos en mal estado; recibe la correspondencia todas las semanas de la adm. de Cervera, donde pasa á recogerla un encargado. prod.: centeno, escaña, poco vino y legumbres, siendo la principal la de centeno; también hay muchos robles y encinas, algunos olivos y almendros con buenos y abundantes cerezos; cria ganado lanar y vacuno , dedicado este á la labranza, y caza de perdices y liebres de bastante consideración, asi como zorras y lobos. pobl.: 23 vec., 95 alm. cap. imp.: 48,661. contr.: el 14'28 por 100 de esta riqueza.
(Madoz, 1847, pp. 54-55)

En 2021 la entidad de población tenía empadronados 68 habitantes y el núcleo de población 58 habitantes.